# Marinomonas
Genre
Marinomonas est un genre de la famille des Oceanospirillaceae.

## Historique
Initialement décrites comme des Alteromonas, les bactéries des espèces Alteromonas communis et Alteromonas vaga présentent des caractéristiques biochimiques et moléculaires très différentes de celles des autres Alteromonas.

## Liste des espèces
Selon LPSN (11 mars 2024) :
- Marinomonas agarivorans Yu et al. 2020
- Marinomonas alcarazii Lucas-Elío et al. 2011
- Marinomonas algicida Kristyanto et al. 2017
- Marinomonas algicola Sun et al. 2021
- Marinomonas aquimarina corrig. Macián et al. 2005
- Marinomonas aquiplantarum Lucas-Elío et al. 2011
- Marinomonas arctica Zhang et al. 2008
- Marinomonas arenicola Romanenko et al. 2009
- Marinomonas atlantica Lasa et al. 2016
- Marinomonas balearica Espinosa et al. 2010
- Marinomonas blandensis Arahal et al. 2016
- Marinomonas brasilensis Chimetto et al. 2011
- Marinomonas colpomeniae Sun et al. 2021
- Marinomonas communis (Baumann et al. 1972) van Landschoot & De Ley 1984
- Marinomonas dokdonensis Yoon et al. 2005
- Marinomonas epiphytica Ojha et al. 2017
- Marinomonas flavescens Hu et al. 2019
- Marinomonas foliarum Lucas-Elío et al. 2011
- Marinomonas fungiae Kumari et al. 2014
- Marinomonas gallaica Lasa et al. 2016
- Marinomonas hwangdonensis Jung et al. 2012
- Marinomonas lutimaris Gao et al. 2022
- Marinomonas mangrovi Zhang & Margesin 2015
- Marinomonas maritima Kristyanto et al. 2023
- Marinomonas mediterranea Solano & Sanchez-Amat 1999
- Marinomonas ostreistagni Lau et al. 2006
- Marinomonas piezotolerans Yu et al. 2019
- Marinomonas polaris Gupta et al. 2006
- Marinomonas pollencensis Espinosa et al. 2010
- Marinomonas pontica Ivanova et al. 2005
- Marinomonas posidonica Lucas-Elío et al. 2011
- Marinomonas primoryensis Romanenko et al. 2003
- Marinomonas profundi Li et al. 2020
- Marinomonas profundimaris Bai et al. 2015
- Marinomonas rhizomae Lucas-Elío et al. 2011
- Marinomonas sargassi Cui et al. 2023
- Marinomonas shanghaiensis Wei et al. 2019
- Marinomonas spartinae Lucena et al. 2016
- Marinomonas transparens Cui et al. 2023
- Marinomonas ushuaiensis Prabagaran et al. 2005
- Marinomonas vulgaris Ying et al. 2022

## Taxonomie
Le nom correct complet (avec auteur) de ce taxon est Marinomonas van Landschoot & De Ley 1984.
L'espèce type est : Marinomonas communis (Baumann et al. 1972) van Landschoot & De Ley 1984.

### Étymologie
L'étymologie du nom de genre de Marinomonas vient de l'habitat de ces bactéries et est la suivante : Ma.ri.no.mo.nas. L. masc. adj. marinus, de ou appartenant à la mer, marin; L. fem. n. monas, une unité, monade; N.L. fem. n. Marinomonas, une monade de mer.